# Кенес (Кызылординская область)
Кенес (каз. Кеңес) — село в Жанакорганском районе Кызылординской области Казахстана. Входит в состав Бесарыкского сельского округа. Код КАТО — 434039400.

## Население
В 1999 году население села составляло 1344 человека (694 мужчины и 650 женщин). По данным переписи 2009 года, в селе проживали 1383 человека (719 мужчин и 664 женщины).